# 7815 Dolon
7815 Dolon este o planetă minoră (asteroid), cu un diametru de 42,516 km, din Asteroid troian al lui Jupiter. A fost descoperită pe 21 august 1987 la Observatorul La Silla de Eric Walter Elst. 
Obiectul prezintă o orbită caracterizată de o semiaxă mare de 5,2756608 UAi, o excentricitate de 0,059, o înclinație de 20,36017 ° în raport cu ecliptica.